# Grandi speranze (miniserie televisiva)
Grandi speranze (Great Expectations) è una miniserie televisiva britannica del 2011 trasmessa su BBC One e BBC HD, basata sull'omonimo romanzo di Charles Dickens.

## Personaggi principali
- Philip "Pip" Pirrip, interpretato da Douglas Booth.
- Miss Havisham, interpretata da Gillian Anderson.
- Estella, interpretata da Vanessa Kirby.
- Abel Magwitch, interpretato da Ray Winstone.
- Jaggers, interpretato da David Suchet.
- Joe Gargery, interpretato da Shaun Dooley.
- Herbert Pocket, interpretato da Harry Lloyd.

## Produzione

### Location
Ci sono voluti quattro giorni, ottanta tonnellate di fango e sterpaglie per trasformare l'esterno di Holdenby House, una residenza vicino a Northampton, nella decadente Satis House. Gli interni, invece, sono stati girati a Langleybury Mansion, una vecchia tenuta e casa di campagna vicino a Watford, Hertfordshire.
La fucina dei Gargery è stata costruita in una zona paludosa nei pressi di Tollesbury nell'Essex, mentre la chiesa del paese che si può vedere nelle scene di apertura si tratta di St Thomas, una chiesa situata a Fairfield, nel Kent.
Altre scene sono state girate a Osterley Park e all'Old Royal Naval College.

## Trasmissione
In Italia la miniserie è stata trasmessa in prima visione il 31 marzo 2013 sul canale televisivo Rai Movie.

## Premi
La BlueBolt è stata premiata dalla BAFTA per gli effetti speciali della miniserie.